# Maywood (Nebraska)
Pour les articles homonymes, voir Maywood.
Maywood est un village du comté de Frontier, dans l'État du Nebraska, aux États-Unis. En 2020, il comptait une population de 262 habitants.